# Рудькова (Чортків)
Рудькова (пол. Rudkowa) — хутір, розташований за 2,5 км від міста Чорткова.

## Історія
Хутір відомий з XIX століття.

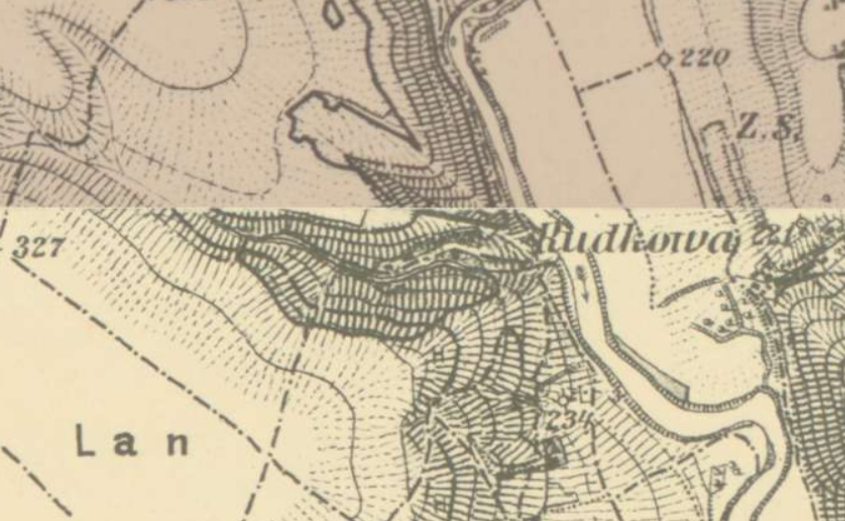
Рудькова на австрійській топографічній мапі, 1869—1887 рр.

Нині від хутора залишилася лише назва вулиці.
1901 року австрійські майстри на території хутора збудували водозабір «Рудькова балка» (за бургомістра Чорткова Людвіга Носса, проєкт виготовлений львівським інженером Марцелієм Маслянкою). Унікальність цієї споруди полягає й в тому, що вода самопливом, без будь-яких механізмів, подавалася в центральну частину міста дерев'яними жолобками.

## Населення
У 1949 році на хуторі 10 дворів, 41 житель.